# Riville
Riville est une commune française située dans le département de la Seine-Maritime en région Normandie.

## Géographie

### Localisation
La commune est située dans le pays de Caux.
| Valmont      | Gerponville   | Ourville-en-Caux      |
| Thiétreville | Riville       | Beuzeville-la-Guérard |
|              | Sorquainville | Normanville           |

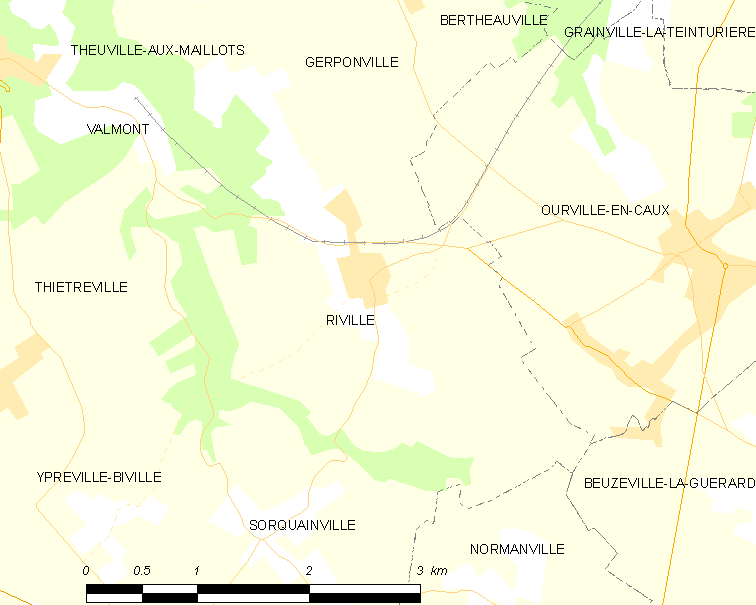
Carte de la commune.
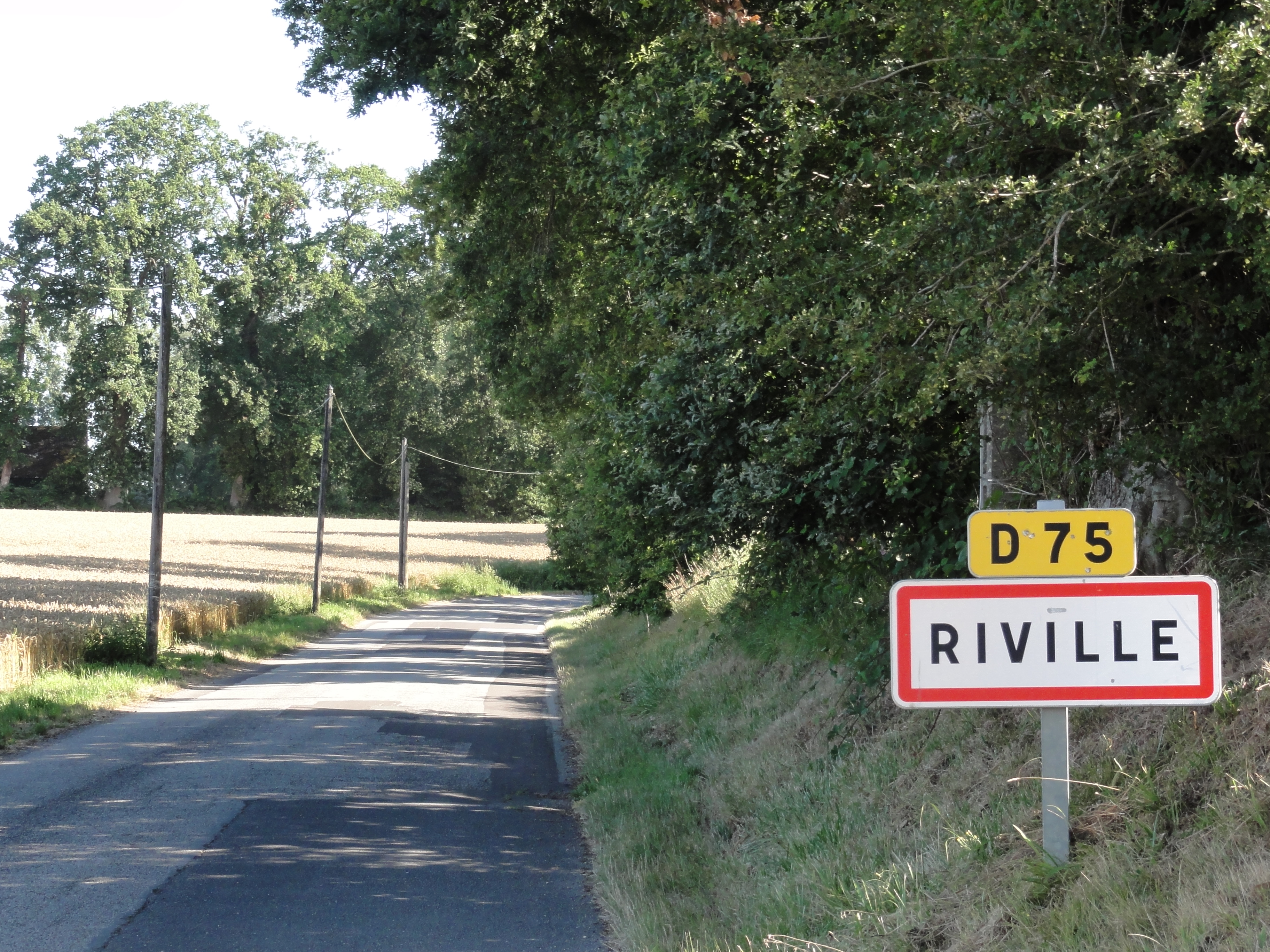
Entrée de Riville.
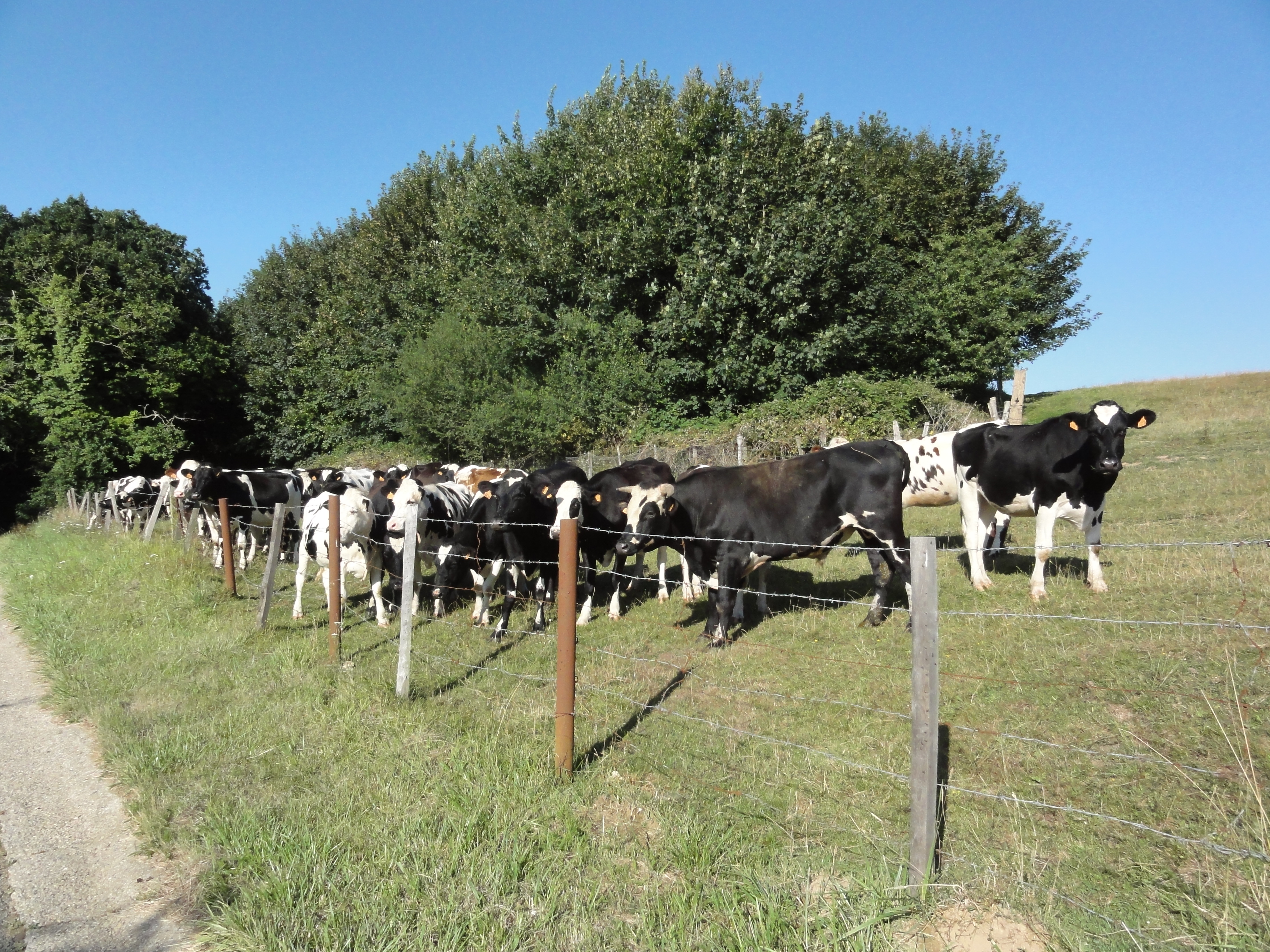
pré à vaches.

### Hydrographie
La commune est située dans le bassin Seine-Normandie. Elle n'est drainée par aucun cours d'eau,.

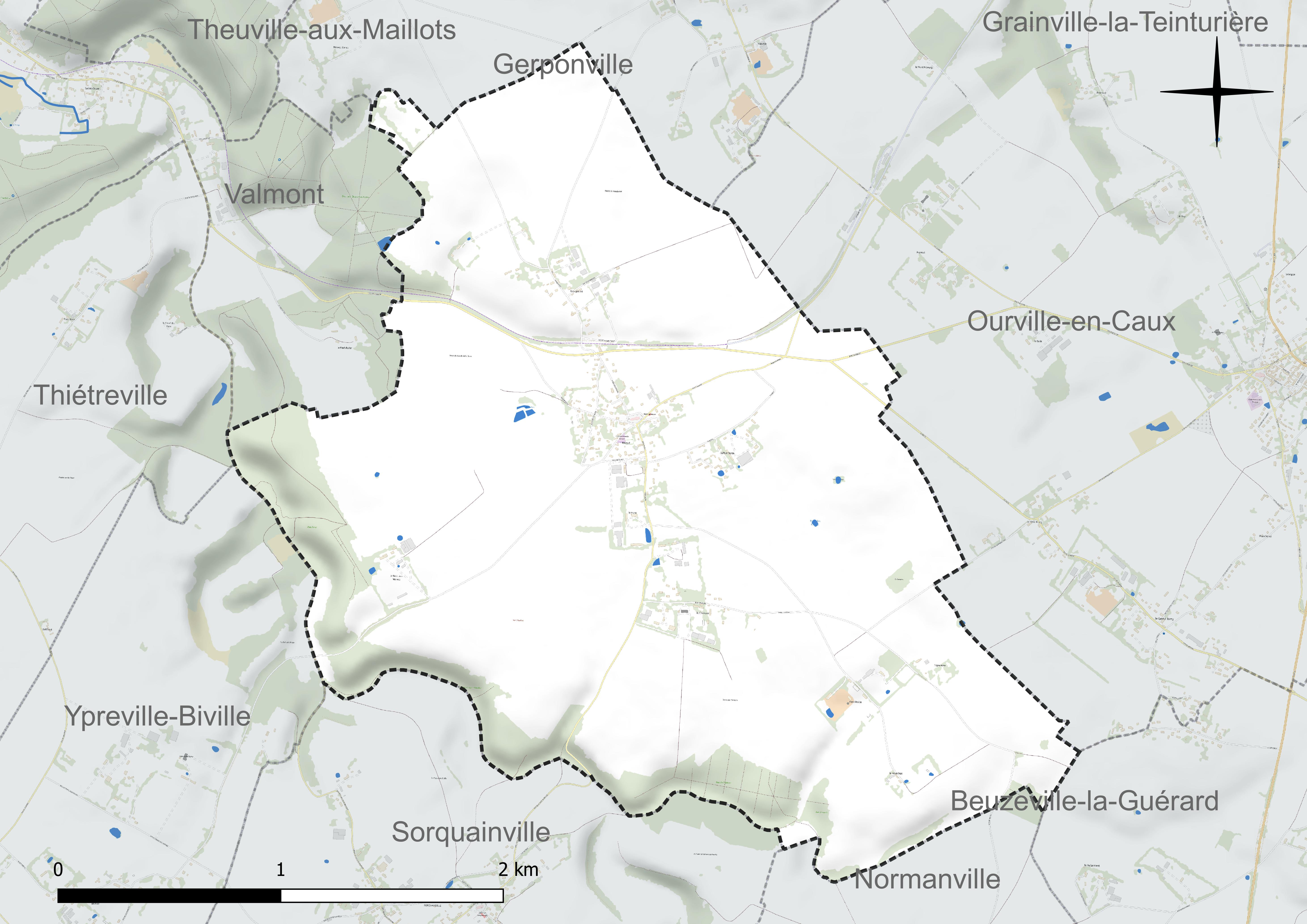
Réseau hydrographique de Riville.

### Climat
Pour des articles plus généraux, voir Climat de la Normandie et Climat de la Seine-Maritime.
En 2010, le climat de la commune est de type climat océanique franc, selon une étude du CNRS s'appuyant sur une série de données couvrant la période 1971-2000. En 2020, Météo-France publie une typologie des climats de la France métropolitaine dans laquelle la commune est exposée à un climat océanique et est dans la région climatique Côtes de la Manche orientale, caractérisée par un faible ensoleillement (1 550 h/an) ; forte humidité de l’air (plus de 20 h/jour avec humidité relative > 80 % en hiver), vents forts fréquents. Parallèlement le GIEC normand, un groupe régional d’experts sur le climat, différencie quant à lui, dans une étude de 2020, trois grands types de climats pour la région Normandie, nuancés à une échelle plus fine par les facteurs géographiques locaux. La commune est, selon ce zonage, exposée à un « climat maritime », correspondant au Pays de Caux, frais, humide et pluvieux, légèrement plus frais que dans le Cotentin.
Pour la période 1971-2000, la température annuelle moyenne est de 10,3 °C, avec une amplitude thermique annuelle de 13,2 °C. Le cumul annuel moyen de précipitations est de 971 mm, avec 13,8 jours de précipitations en janvier et 9 jours en juillet. Pour la période 1991-2020, la température moyenne annuelle observée sur la station météorologique la plus proche, située sur la commune d'Ectot-lès-Baons à 20 km à vol d'oiseau, est de 10,8 °C et le cumul annuel moyen de précipitations est de 905,5 mm,. Pour l'avenir, les paramètres climatiques de la commune estimés pour 2050 selon différents scénarios d’émission de gaz à effet de serre sont consultables sur un site dédié publié par Météo-France en novembre 2022.

## Urbanisme

### Typologie
Au 1er janvier 2024, Riville est catégorisée commune rurale à habitat dispersé, selon la nouvelle grille communale de densité à sept niveaux définie par l'Insee en 2022.
Elle est située hors unité urbaine et hors attraction des villes,.

### Occupation des sols
L'occupation des sols de la commune, telle qu'elle ressort de la base de données européenne d’occupation biophysique des sols Corine Land Cover (CLC), est marquée par l'importance des territoires agricoles (86 % en 2018), une proportion sensiblement équivalente à celle de 1990 (85,5 %). La répartition détaillée en 2018 est la suivante : 
terres arables (72,8 %), prairies (13,2 %), forêts (10,6 %), zones urbanisées (3,4 %). L'évolution de l’occupation des sols de la commune et de ses infrastructures peut être observée sur les différentes représentations cartographiques du territoire : la carte de Cassini (XVIIIe siècle), la carte d'état-major (1820-1866) et les cartes ou photos aériennes de l'IGN pour la période actuelle (1950 à aujourd'hui).

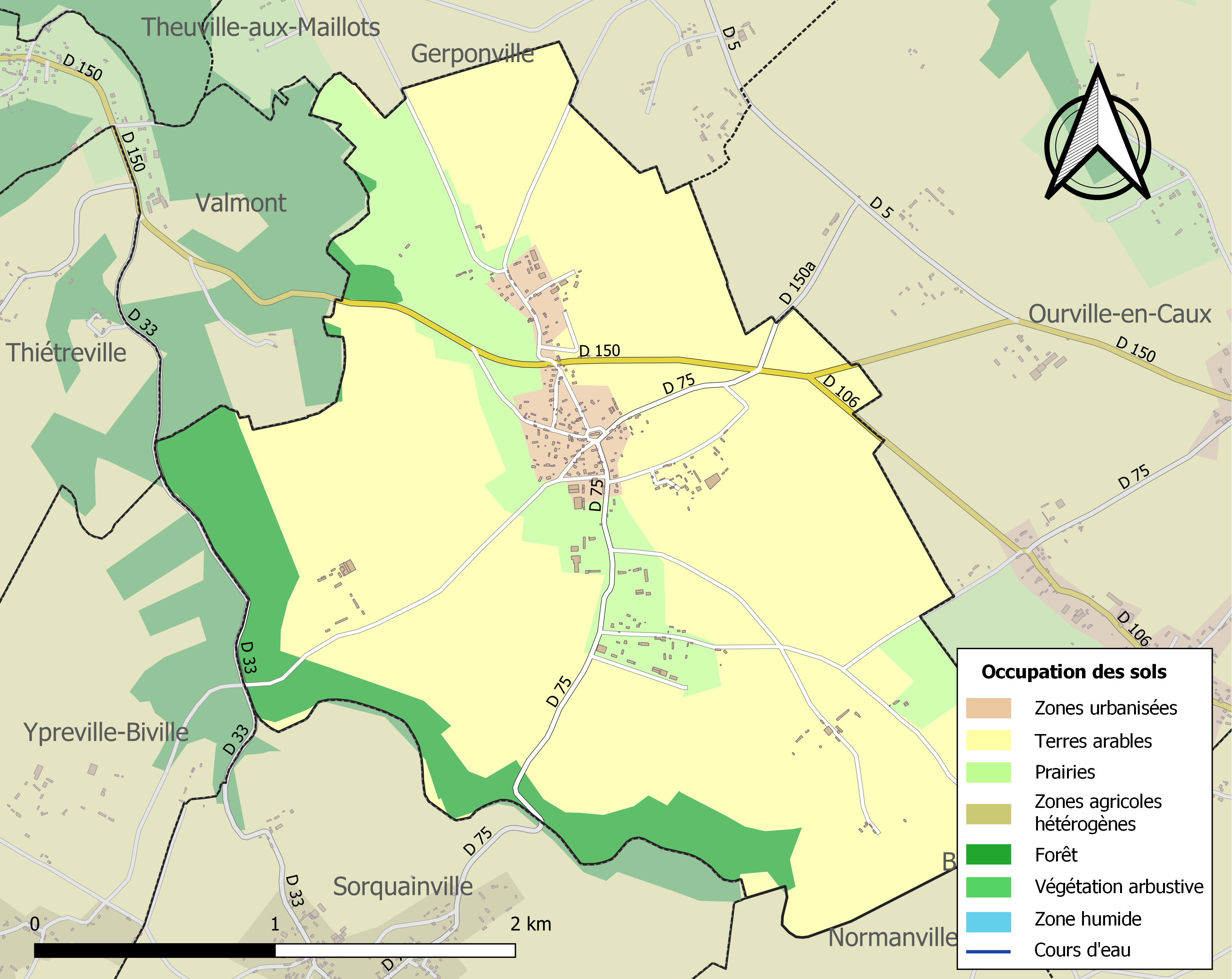
Carte des infrastructures et de l'occupation des sols de la commune en 2018 (CLC).

## Toponymie
Son nom est attesté sous la forme Rivillam en 1032 et 1035, Ecclesia de Rivilla fin du XIIe siècle, Valtero de Rivilla en 1206, In parrochia de Rivilla en 1234, Rivilla vers 1240, Maram de Rivilla en 1247, Parrochia Sancti Petri de Rivilla en 1257, Ecclesia Beate Petri de Rivilla en 1264, Ryville en 1319, Rivilla en 1337, Riville en 1431.

## Histoire
L'église paroissiale, est consacrée en 1269 par Mgr Eudes Rigaud, archevêque de Rouen[réf. nécessaire].

## Politique et administration

### Rattachements administratifs et électoraux
La commune se trouve depuis 1926 dans l'arrondissement du Havre du département de la Seine-Maritime. Pour l'élection des députés, elle fait partie depuis 1988 de la neuvième circonscription de la Seine-Maritime.
Elle faisait partie depuis 1801 du canton de Valmont. Dans le cadre du redécoupage cantonal de 2014 en France, la commune intègre le canton de Fécamp.

### Intercommunalité
La commune était membre de la communauté de communes du canton de Valmont, créée en 2000.
Celle-ci fusionne avec la communauté d'agglomération de Fécamp Caux Littoral pour former le 1er janvier 2017 la communauté d'agglomération de Fécamp Caux Littoral, dont la commune est désormais membre.

### Liste des maires
| Période                                  | Période                    | Identité                                                | Étiquette | Qualité                                                    |
| ---------------------------------------- | -------------------------- | ------------------------------------------------------- | --------- | ---------------------------------------------------------- |
| Les données manquantes sont à compléter. |                            |                                                         |           |                                                            |
|                                          |                            | Henry Caudron de Coquereaumont                          |           | Propriétaire                                               |
|                                          | 1909                       | Marie Albert Henry Caudron de Coquereaumont (1843-1909) |           | Propriétaire, fils du précédent Décédé en fonction         |
| Les données manquantes sont à compléter. |                            |                                                         |           |                                                            |
| mars 2001                                | mars 2008                  | Etienne Monville                                        |           | Agriculteur Délégué départemental de l’Éducation nationale |
| mars 2008                                | En cours (au 10 août 2019) | Joël Fréger                                             |           | Réélu pour le mandat 2020-2026,                            |

### Politique de développement durable
Le syndicat d’eau et d’assainissemen envisage la création d’une nouvelle station d’épuration sur la commune, dont les travaux pourraient débuter à l'été 2019.

## Population et société

### Démographie
L'évolution du nombre d'habitants est connue à travers les recensements de la population effectués dans la commune depuis 1793. Pour les communes de moins de 10 000 habitants, une enquête de recensement portant sur toute la population est réalisée tous les cinq ans, les populations de référence des années intermédiaires étant quant à elles estimées par interpolation ou extrapolation. Pour la commune, le premier recensement exhaustif entrant dans le cadre du nouveau dispositif a été réalisé en 2006.

En 2022, la commune comptait 314 habitants, en évolution de +5,72 % par rapport à 2016 (Seine-Maritime : +0,35 %, France hors Mayotte : +2,11 %).
| 1793 | 1800 | 1806 | 1821 | 1831 | 1836 | 1841 | 1846 | 1851 |
| ---- | ---- | ---- | ---- | ---- | ---- | ---- | ---- | ---- |
| 479  | 552  | 526  | 502  | 725  | 768  | 790  | 778  | 757  |

| 1856 | 1861 | 1866 | 1872 | 1876 | 1881 | 1886 | 1891 | 1896 |
| ---- | ---- | ---- | ---- | ---- | ---- | ---- | ---- | ---- |
| 700  | 719  | 697  | 644  | 639  | 570  | 564  | 525  | 496  |

| 1901 | 1906 | 1911 | 1921 | 1926 | 1931 | 1936 | 1946 | 1954 |
| ---- | ---- | ---- | ---- | ---- | ---- | ---- | ---- | ---- |
| 424  | 411  | 401  | 383  | 338  | 338  | 348  | 358  | 307  |

| 1962 | 1968 | 1975 | 1982 | 1990 | 1999 | 2006 | 2011 | 2016 |
| ---- | ---- | ---- | ---- | ---- | ---- | ---- | ---- | ---- |
| 317  | 271  | 268  | 261  | 280  | 253  | 283  | 322  | 297  |

| 2021 | 2022 | - | - | - | - | - | - | - |
| ---- | ---- | - | - | - | - | - | - | - |
| 307  | 314  | - | - | - | - | - | - | - |

### Enseignement
Jusqu'en 2018, la commune disposait d'une classe isolée. L'éducation nationale souhaite que les enfants rejoignent un regroupement pédagogique intercommunal.

## Culture locale et patrimoine

### Lieux et monuments
- Église Saint-Pierre, fondée au XIIIe siècle, achevée au XIXe siècle.
- Château de Caumont, construit en 1728.

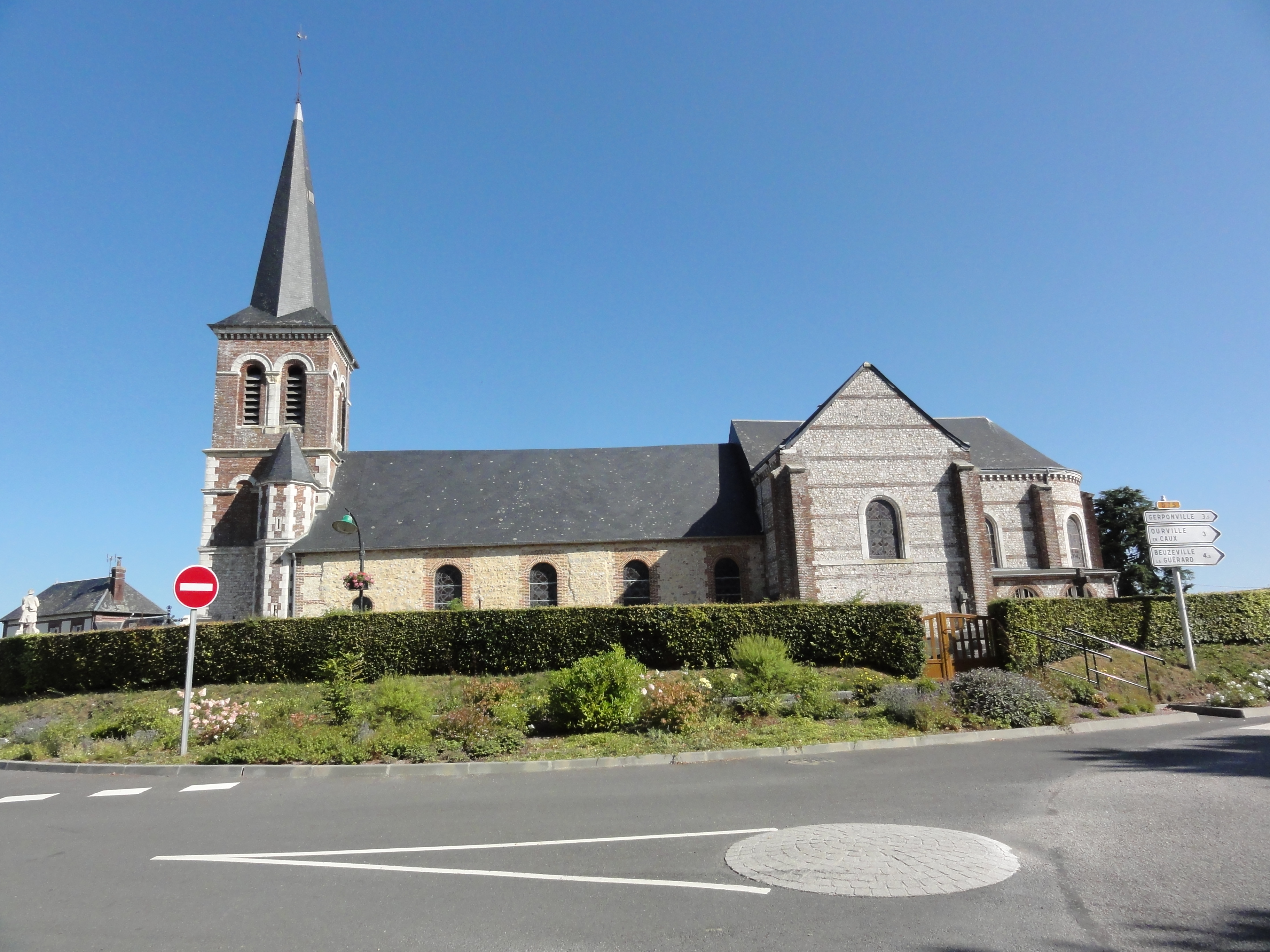
Église Saint-Pierre.
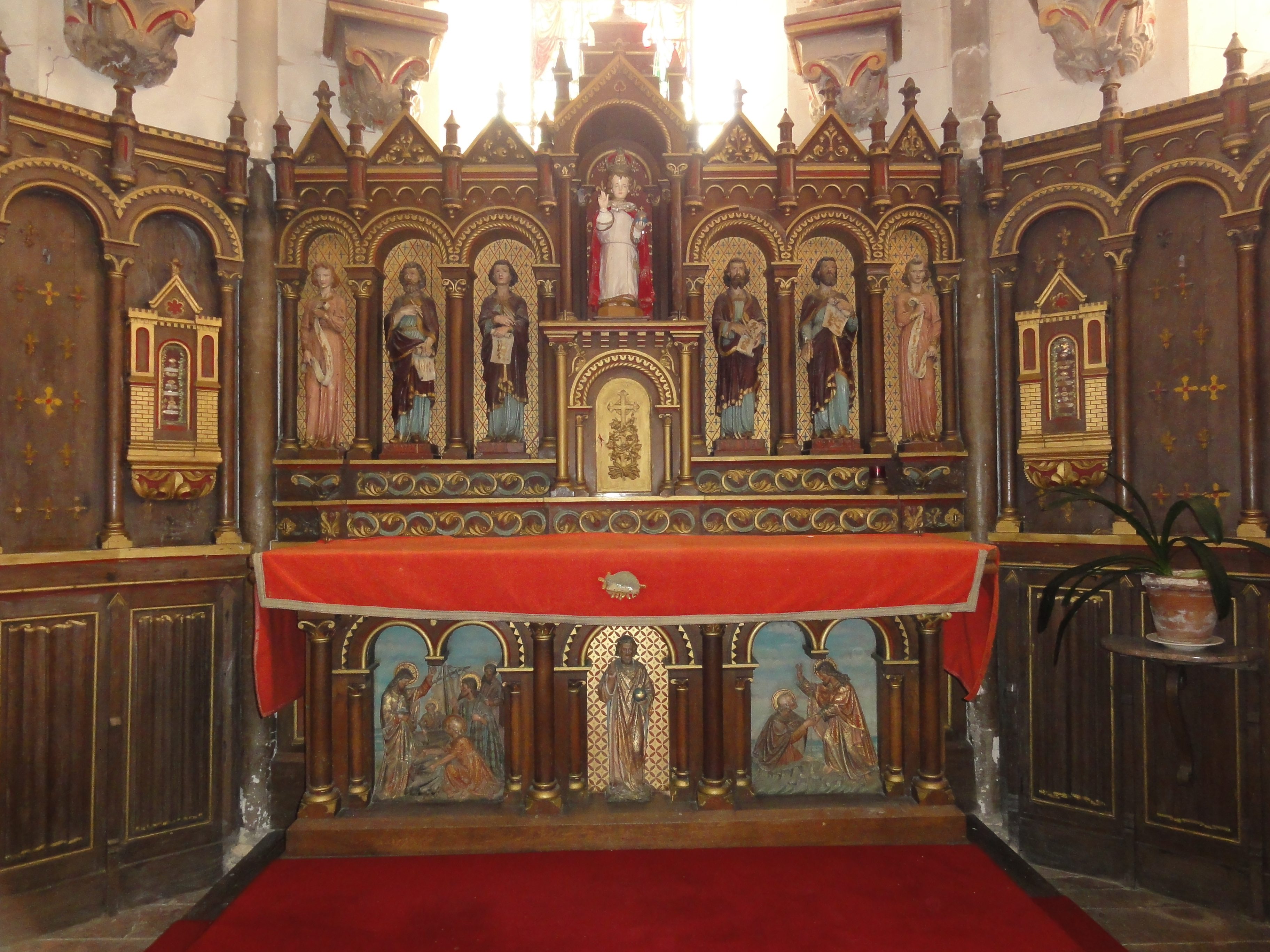
Autel principal.
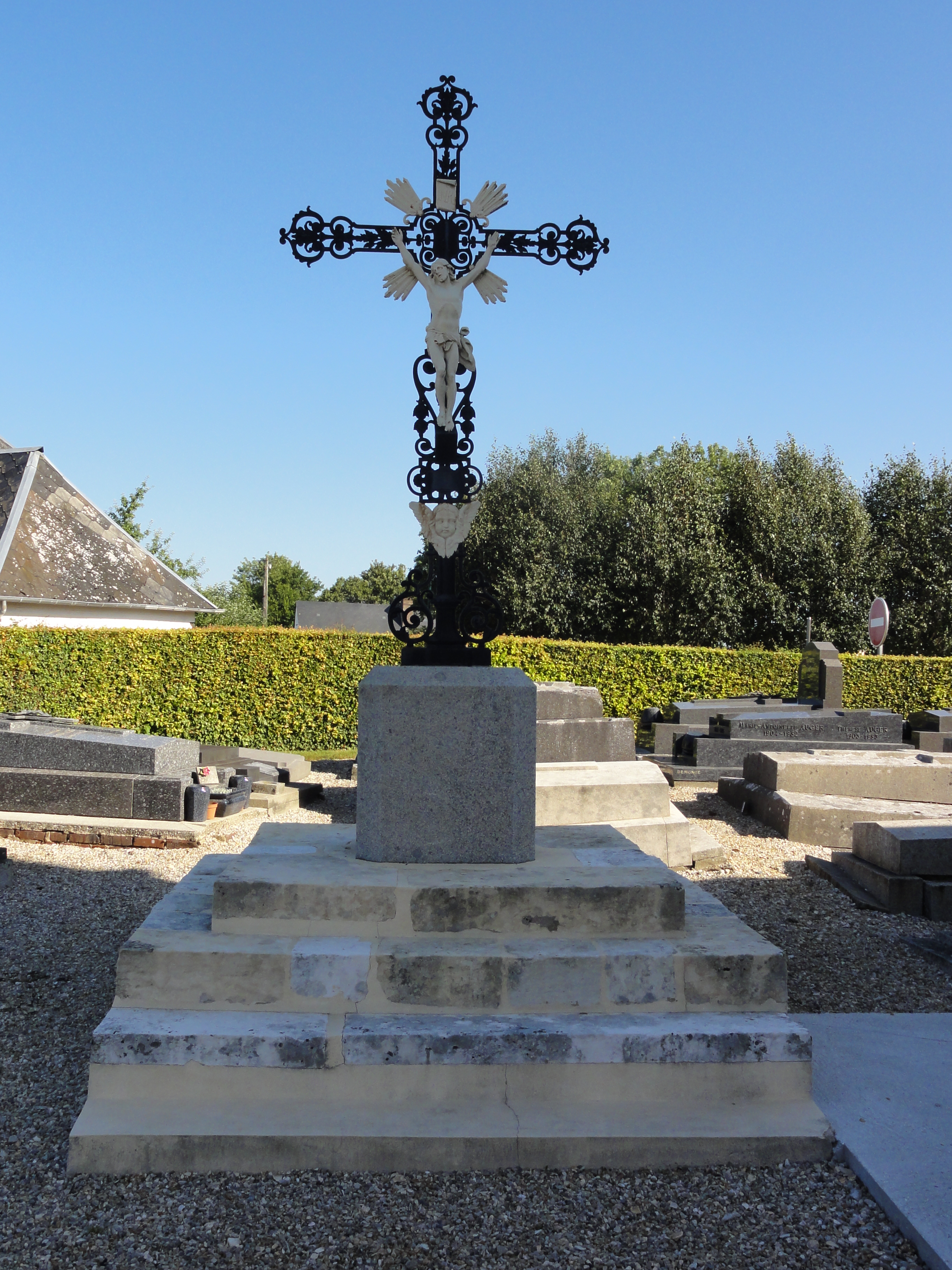
Croix du cimetière.
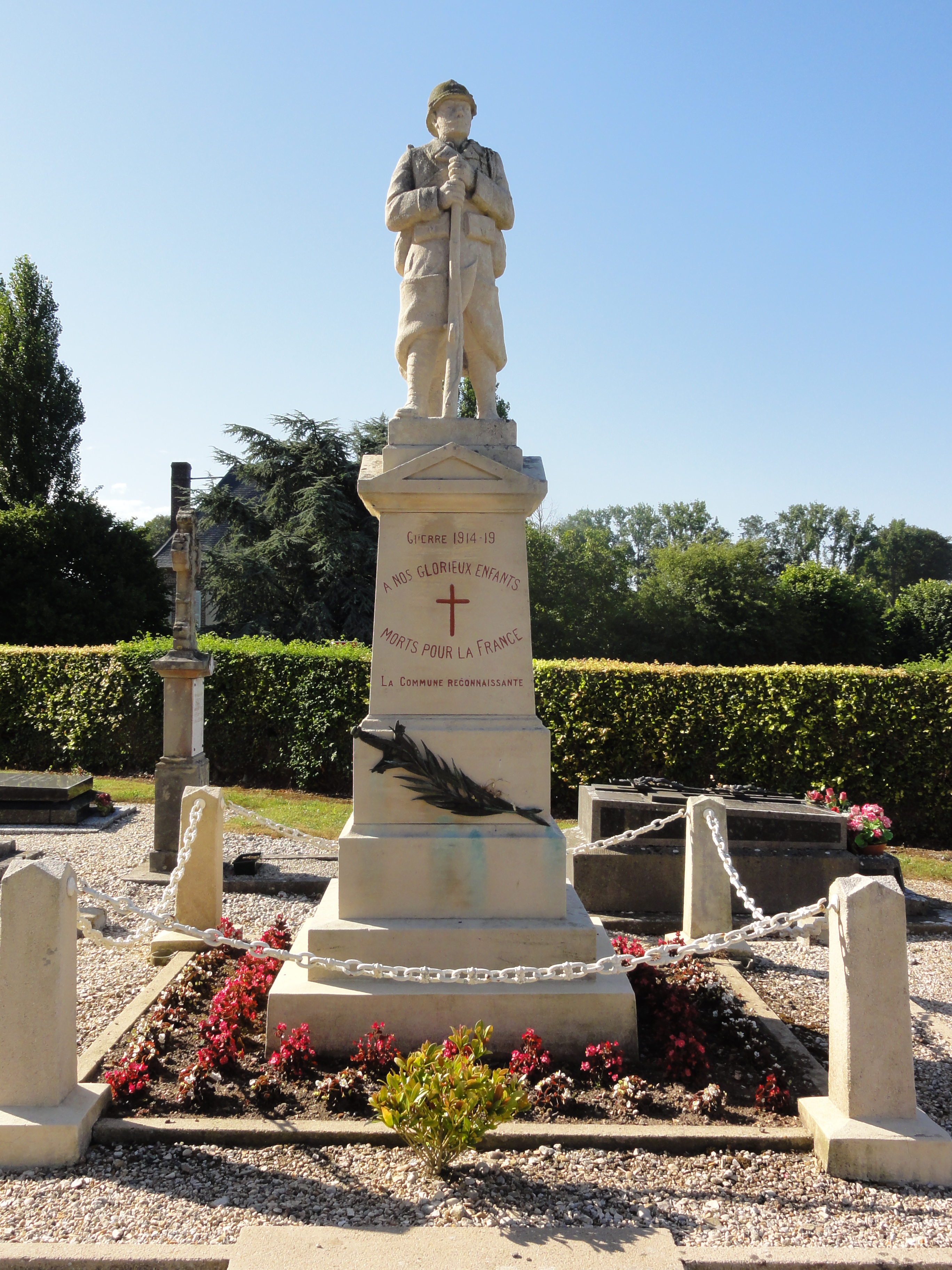
Monument aux morts.
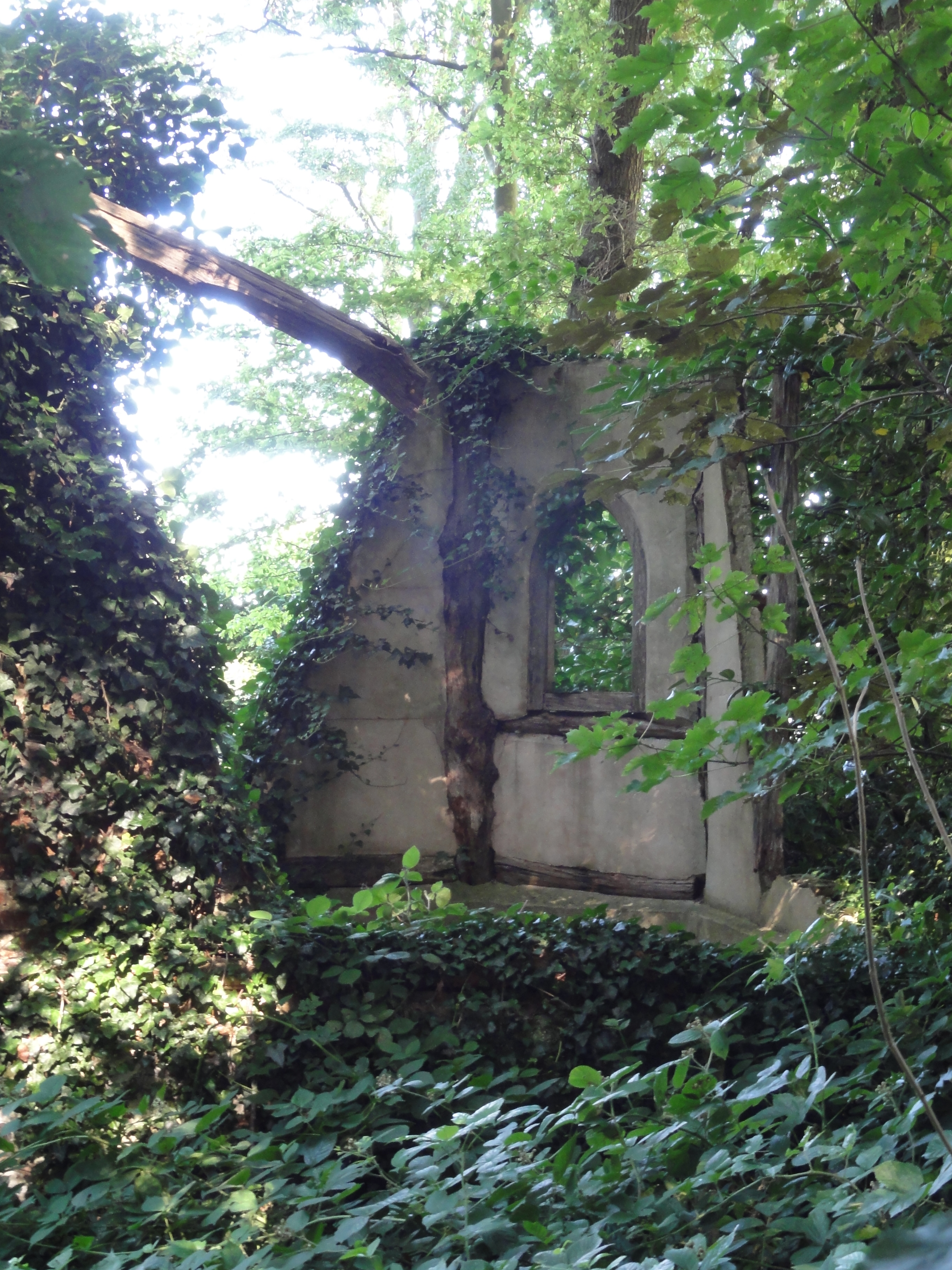
Ruine d'une chapelle près du domaine du château.